# Нижник Віктор Михайлович
Віктор Михайлович Нижник (21 травня 1960) — український учений-економіст. Доктор економічних наук, професор. Академік АН ВШ України з 2006 р. та Академік АЕН України з 2008 р.

## Біографія
Народився у с. Чепоноси Хотинського району Чернівецької обл. Закінчив з відзнакою у 1979 р. Чернівецький індустріальний технікум. Після служби в армії вступив до Хмельницького технологічного інституту побутового обслуговування, який закінчив у 1987 р. Працює у Хмельницькому національному університеті (ХНУ) з 1987 р. — спочатку асистентом, потім ст. викладачем, доцентом. З 1991 р. по 1993 р. навчався в аспірантурі, після закінчення якої захистив кандидатську дисертацію на тему «Структура системи оцінки процесів розумової праці». У 1996 р. присвоєно вчене звання доцента кафедри організації і нормування праці. З 1997 р. по 2001 р. навчався в докторантурі. У 2001 р. захистив докторську дисертацію на тему «Механізм регулювання затрат і результатів праці в перехідній економіці». У 2003 р. присвоєно вчене звання професора кафедри міжнародних економічних відносин (очолює з 2002 р.). З 2002 р. — проректор з фінансово-економічної діяльності ХНУ, а з 2010 р. — проректор з науково-педагогічної роботи ХНУ. Очолює Хмельницьку організацію Всеукраїнського громадського об'єднання «Українська асоціація економістів-міжнародників» та Хмельницьке обласне об'єднання громадської організації «Спілка економістів України».

## Наукова діяльність
Наукова діяльність спрямована на формування наукової школи з розробки механізмів регулювання в економічній, інноваційно-інвестиційній та соціально-трудовій сферах України.
Автор понад 200 наукових публікацій у різних виданнях, зокрема 20-ти наукових монографій та шести навчальних посібників з грифом Міністерства освіти і науки України.
Підготував 65 кандидатів та 10 докторів економічних наук.

## Монографії, підручники та посібники
| #  | Назва праці | Короткий зміст |
| -- | --- | --- |
| 1  | Соціально-трудові та економічні пріоритети розвитку виробничих систем у прискоренні євроінтеграції : монографія / за наук. ред. д-ра екон. наук, проф. В. М. Нижника. – Хмельницький : ХНУ, 2019. – 670 с. ISBN 978-966-330-355-0                                                | Розроблено теоретичні та прикладні аспекти формування і забезпечення соціально-трудових пріоритетів розвитку виробничих систем у прискоренні євроінтеграції. Виконана оцінка стану і факторів забезпечення та розвитку соціально-трудового потенціалу. Розроблено моделі і механізми ефективного розвитку соціально-трудових відносин за умов поглиблення інтеграційних процесів.                                                              |
| 2  | Соціально-трудовий потенціал: формування, забезпечення та розвиток у підвищенні економічної безпеки : монографія / за наук. ред. д-ра екон. наук, проф. В. М. Нижника. – Хмельницький : ХНУ, 2018. – 607 с. ISBN 978-966-330-330-7                                               | Досліджено характеристики і методологічні основи формування, забезпечення і розвитку соціально-трудового потенціалу виробничих систем. Виконана його оцінка стану і факторів забезпечення розвитку. Розроблено моделі і механізми ефективного розвитку соціально- трудових відносин за умов поглиблення інтеграційних процесів. |
| 3  | Забезпечення соціального захисту населення в контексті активізації євроінтеграційних процесів : монографія / за наук. ред. д-ра екон. наук, проф. В. М. Нижника. – Хмельницький : ХНУ, 2017. – 578 с. ISBN 978-966-330-307-9                                                     | Розкрито соціальні аспекти впливу людського потенціалу в умовах євроінтеграції, стан та перспективи соціальної регіональної політики в Україні, гарантії забезпечення соціального захисту та політику формування трудових відносин, підвищення рівня людського капіталу в процесі активізації євроінтеграції та соціального розвитку, розглянуто соціальні аспекти підвищення економічної безпеки та конкурентоспроможності виробничих систем. |
| 4  | Управління конкурентоспроможністю людського потенціалу в перспективному входженні України до ЄС : монографія / за наук. ред. д-ра екон. наук, проф. В. М. Нижника. – Хмельницький : ХНУ, 2017. – 502 с. ISBN 978-966-330-290-4                                                   | Оцінено сутнісні характеристики забезпечення конкурентних переваг людського потенціалу при входженні України до ЄС. Проаналізовані процеси становлення та розвитку методології управління людським потенціалом, розроблено моделі та механізми управління підприємствами, проведено оцінку стану та факторів забезпечення розвитку ринку праці.                                                                                                |
| 5  | Оцінка людського потенціалу: регіональний аналіз і прогноз : монографія / За наук. ред. д-ра екон. наук, проф. В. М. Нижника. – Хмельницький : ХНУ, 2015. – 501 с. ISBN 978-966-330-247-8                                                                                        | Розкрито сутнісну характеристику та структуру людського потенціалу з аналізом розвитку демографічного потенціалу та передумови його формування в Україні, розглянуто еволюцію соціально- орієнтованого ринку праці, оцінена міграційна складова формування людського потенціалу та соціальна регіональна політика в управлінні його розвитком.                                                                                                 |
| 6  | Інноваційне управління промисловими підприємствами в системі ефективного використання конкурентного потенціалу : монографія / за наук. ред. д-ра екон. наук, проф. В. М. Нижника. — Хмельницький : ХНУ, 2014. — 547 с. ISBN 978-966-330-212-6                                    | Розкрито результати дослідження інноваційного управління промисловими підприємствами в системі ефективного використання конкурентного потенціалу. |
| 7  | Механізми підвищення конкурентного потенціалу промислових підприємств : монографія / за ред.: В. М. Нижника, М. В. Ніколайчука. — Хмельницький : ХНУ, 2013. — 347 с. ISBN 978-966-330-161-7                                                                                      | Розкрито механізми підвищення конкурентного потенціалу промислових підприємств у системі формування економічного потенціалу підприємства, ефективного використання фінансових ресурсів, розробки стратегії управління фінансовим станом підприємства, підвищення прибутковості та розвитку інвестиційної діяльності. |
| 8  | Підвищення конкурентного потенціалу та економічної безпеки промислових підприємств за умов розвитку глобалізаційних процесів : монографія / за наук. ред. д-ра екон. наук, проф. В. М. Нижника. — Хмельницький : ХНУ, 2013. — 525 с. ISBN 978-966-330-185-3                      | Поданий аналіз досліджень чинників підвищення конкурентного потенціалу та економічної безпеки промислових підприємств за умов розвитку глобалізаційних процесів. |
| 9  | Конкурентний потенціал у системі управління підприємством : монографія / за наук. ред. д-ра екон. наук, проф. В. М. Нижника. — Хмельницький : ХНУ, 2013. — 367 с. ISBN 978-966-330-164-8                                                                                         | Розкрито методи та механізми підвищення конкурентного потенціалу промислових підприємств в системі антикризового управління їх реструктуризацією, підвищення науково-технічного та інноваційного розвитку, управління реалізацією продукції при здійсненні зовнішньоекономічної діяльності. |
| 10 | Формування структури механізмів ефективного управління конкурентним потенціалом промислових підприємств : монографія / за наук. ред. д-ра екон. наук, проф. В. М. Нижника, канд. екон. наук, доц. М. В. Ніколайчука. — Хмельницький : ХНУ, 2012. — 263 с. ISBN 978-966-330-144-0 | Наведені результати досліджень щодо формування механізмів управління потенціалом промислових підприємств та його підвищення. Побудовано структурні моделі механізмів управління, визначено їх складові елементи, інформаційні зв'язки та алгоритми функціонування. |
| 11 | Механізм мотивації високопродуктивної праці персоналу підприємств : монографія / В. М. Нижник, О. А. Харун. — Хмельницький : ХНУ, 2011. — 210 с. ISBN 978-966-330-125-9 | Досліджені особливості мотивації праці персоналу промислових підприємств за умов розвитку ринкових соціально-трудових відносин. Запропонована інтегральна оцінка якості, результативності та своєчасності виконання робіт. Побудовано структурологічну модель механізму мотивації високопродуктивної праці, визначено взаємодію його складових елементів та практичне застосування.                                                            |
| 12 | Тенденції та оцінка чинників підвищення ефективності функціонування підприємств машинобудування : монографія / за ред. проф. В. М. Нижника, доц. М. В. Ніколайчука. — Хмельницький : ХНУ, 2010. — 398 с. ISBN 978-966-330-122-8                                                  | Подані результати дослідження тенденцій та чинників ефективного функціонування машинобудівних підприємств, резервів підвищення та вдосконалення організаційно-економічного механізму управління конкурентоспроможністю підприємств на основі аналізу машинобудівної галузі Хмельниччини. |
| 13 | Управління підприємством: організаційно-економічний аспект : монографія / за ред. д-ра екон. наук, проф. В. М. Нижника, канд. екон. наук, доц. М. В. Ніколайчука. — Хмельницький : ХНУ, 2010. — 389 с. ISBN 978-966-330-109-9                                                    | Розкрито результати особливостей управління підприємством у системі підвищення організаційно-економічної ефективності господарської діяльності, оптимізації фінансових стратегій, впровадження соціально-корпоративної відповідальності, реалізації маркетингової і збутової політики, реорганізації підсистем якості та економічної безпеки підприємства.                                                                                     |
| 14 | Історія економіки та економічної думки : навч. посібник (модульний варіант) / Д. П. Богиня, Н. М. Краус, О. В. Манжура, В. М. Нижник та ін. — Хмельницький : ХНУ, 2010. — 428 с. ISBN 978-966-330-104-4                                                                          | Подані економічні вчення та розвиток економічної думки з аналізом існуючого господарства та світогосподарських зв'язків. |
| 15 | Ефективність використання трудового потенціалу: теорія і практика : монографія / Б. В. Буркинський, В. М. Нижник, М. В. Ніколайчук. — Хмельницький : ХНУ, 2009. — 223 с. ISBN 978-966-330-081-8                                                                                  | Досліджені науково-практичні особливості відтворення та використання трудового потенціалу України в системі диспропорцій розвитку економіки, ринку праці, структурних зрушень господарського механізму, еволюції державного регуляторного апарату та інтеграційних наслідків від входження у сучасну світову економічну систему. |
| 16 | Україна на шляху до європейської інтеграції: економічна безпека, переваги вибору : монографія / За заг. ред. В. М. Нижника. — Хмельницький : ХНУ, 2008. — 307 с. ISBN 966-330-040-X                                                                                              | Поданий розгорнутий аналіз складових елементів забезпечення економічної безпеки України в контексті сучасних світових інтеграційних процесів. |
| 17 | Економічна безпека України в системі євроатлантичних інтеграційних процесів : навч. посібник / В. М. Нижник, М. В. Ніколайчук. — Хмельницький : ХНУ, 2008. — 439 с. ISBN 966-330-050-7                                                                                           | Поданий комплекс питань забезпечення економічної безпеки України в контексті євроатлантичної інтеграції. |
| 18 | Економічна дипломатія та економічна безпека України : навч. посібник / В. М. Нижник. — Хмельницький : ХНУ, 2007. — 299 с. ISBN 966-330-026-4 | Розглянуті теоретичні основи розвитку економічної дипломатії, її новаційний характер і завдання на сучасному етапі міжнародних відносин; формування економічних інтересів і їх захист у дотриманні економічної безпеки, виходячи з геополітичних, глобалізаційних та євроінтеграційних процесів. |
| 19 | Розміщення продуктивних сил і регіональна економіка : навч. посібник / В. М. Нижник. — 2-ге вид. — Хмельницький : ХНУ, 2006. — 321 с. ISBN 966-330-014-0 | Розкриті основи теорії розміщення продуктивних сил і регіональної економіки, наводиться їх аналіз, розвиток і розміщення за галузями економіки, а також за окремими регіонами. Подані особливості розвитку і сучасний стан економічних районів України. Наведені форми співробітництва України з країнами світу та СНД в системі регіональної економічної інтеграції і з урахуванням міжнародного поділу праці.                                |
| 20 | Затрати і результати праці в транзитивній економіці (проблеми теорії та практики) / В. М. Нижник. — Хмельницький : Поділля, 2000. — 359 с. — Бібліогр.: с. 346–359. ISBN 966-715-869-1                                                                                           | Досліджуються науково-практичні особливості затрат і результатів праці за умов транзитивної економіки, розглядаються теоретико-методологічні основи побудови сучасного механізму макро-, мезо- та мікроекономічного регулювання затрат праці. Особливе місце приділено удосконаленню нормативного управління в життєвому циклі конкурентоспроможної продукції.                                                                                 |

## Нагороди
Нагороджений грамотами Міністерства освіти і науки України, Хмельницької міської та обласної рад за вагомий особистий внесок у підготовку висококваліфікованих фахівців та активну педагогічну діяльність. У 2004 р. за вагомий внесок у розвиток науки та активну життєву позицію у розбудові Української держави нагороджений Всеукраїнською премією ім. С. Подолинського. У 2011 р. за особливі заслуги перед Українським народом нагороджений Почесною грамотою Верховної Ради України. 18 травня 2017 року Указом Президента України присвоєно звання [Архівовано 3 червня 2017 у Wayback Machine.] Заслужений діяч науки і техніки України.